# نبرد اسفوادر
نبرد اسفولدر (انگلیسی: Battle of Svolder) نبردی دریایی بود که در سپتامبر ۹۹۹ یا ۱۰۰۰ میلادی در غرب دریای بالتیک میان اولاف اول نوروژ و نروژی ها رخ داد در این نبرد تمامی کشتی های پادشاه از میان رفت و پادشاه کشته شد.